# Nosferatu (2024)
Nosferatu (bra/prt: Nosferatu) é um filme de terror gótico checo-americano de 2024, escrito e realizado pelo cineasta Robert Eggers, produzido por Chris Columbus e Eleanor Columbus e coproduzido pela Maiden Voyage Pictures, Studio 8 e Birch Hill Road Entertainment. Com um elenco que inclui Nicholas Hoult, Lily-Rose Depp, Aaron Taylor-Johnson, Willem Dafoe e Bill Skarsgård como o vampiro titular. Com a duração de 2 horas e 12 minutos, Nosferatu conta a história da obsessão entre uma jovem, Ellen Hutter e o seu marido, Thomas Hutter, e o vampiro que a persegue, o Conde Orlok. É a nova versão/reimaginação da clássica longa-metragem expressionista muda Nosferatu, eine Symphonie des Grauens (1922), que por sua vez é uma adaptação do romance Drácula (1897), de Bram Stoker.
As filmagens decorreram principalmente nos Estúdios Barrandov em Praga, entre os meses de fevereiro e maio de 2023, com locais de filmagem incluindo o Castelo de Corvin na Transilvânia, Roménia; Castelo Pernštejn; Rožmitál pod Třemšínem e o complexo Invalidovna na República Checa e na cidade alemã de Lübeck.
Nosferatu teve sua estreia mundial em Berlim, Alemanha, em 2 de dezembro de 2024, e foi lançado em 25 de dezembro de 2024, pela Focus Features nos Estados Unidos e pela Universal Pictures internacionalmente. O filme recebeu aclamação da crítica, com elogios por sua direção, roteiro, cinematografia e performances.

## Sinopse
O enredo de Nosferatu passa-se na Alemanha em 1838 e segue a história de Thomas Hutter e da sua mulher Ellen. Hutter é enviado em negócios para as montanhas da Transilvânia, nos Cárpatos. Está ali para fazer negócios com o conde Orlok, um nobre doente que quer comprar uma nova casa no bairro de Hutter, a propriedade Grunewald Manor. Thomas faz a viagem, deixando Ellen com a sua melhor amiga grávida, Anna Harding, o seu marido Friedrich e as suas duas filhas.
Depois de uma viagem complicada e sinistra repleta de experiências arrepiantes, Thomas pára numa taberna, onde os habitantes locais o avisam para abandonar a viagem. Durante a noite sonha, ou pensa que sonha, em presenciar uma caçada de vampiros na floresta, mas nem a lama das suas botas o impede de caminhar os últimos quilómetros até ao seu destino, e consegue finalmente boleia na carruagem fantasmagórica de Orlok .
Hutter, após ser recebido pelo anfitrião Orlok, é enganado num contrato numa língua estrangeira, e fica trancado no castelo vazio e em ruínas, enquanto o Conde Orlok embarca para a Alemanha para encontrar Ellen, uma vez que Orlok é quem satisfaz a solidão de Ellen.
Este estranho magnetismo entre Ellen e o Conde Orlok é o eixo central do filme. Ao contrário da sua amiga Anna, Ellen não consegue, ou não quer, esconder os seus desejos sexuais. O vampiro parece ouvir algum grito interno nela e, como resultado, ataca-a.

## Elenco
- Bill Skarsgård como Conde Orlok
- Lily-Rose Depp como Ellen Hutter
- Nicholas Hoult como Thomas Hutter
- Willem Dafoe como Prof. Albin Eberhart Von Franz
- Emma Corrin como  Anna Harding
- Aaron Taylor-Johnson como Friedrich Harding
- Simon McBurney como Knock
- Ralph Ineson como Dr. Wilhelm Sievers

## Produção

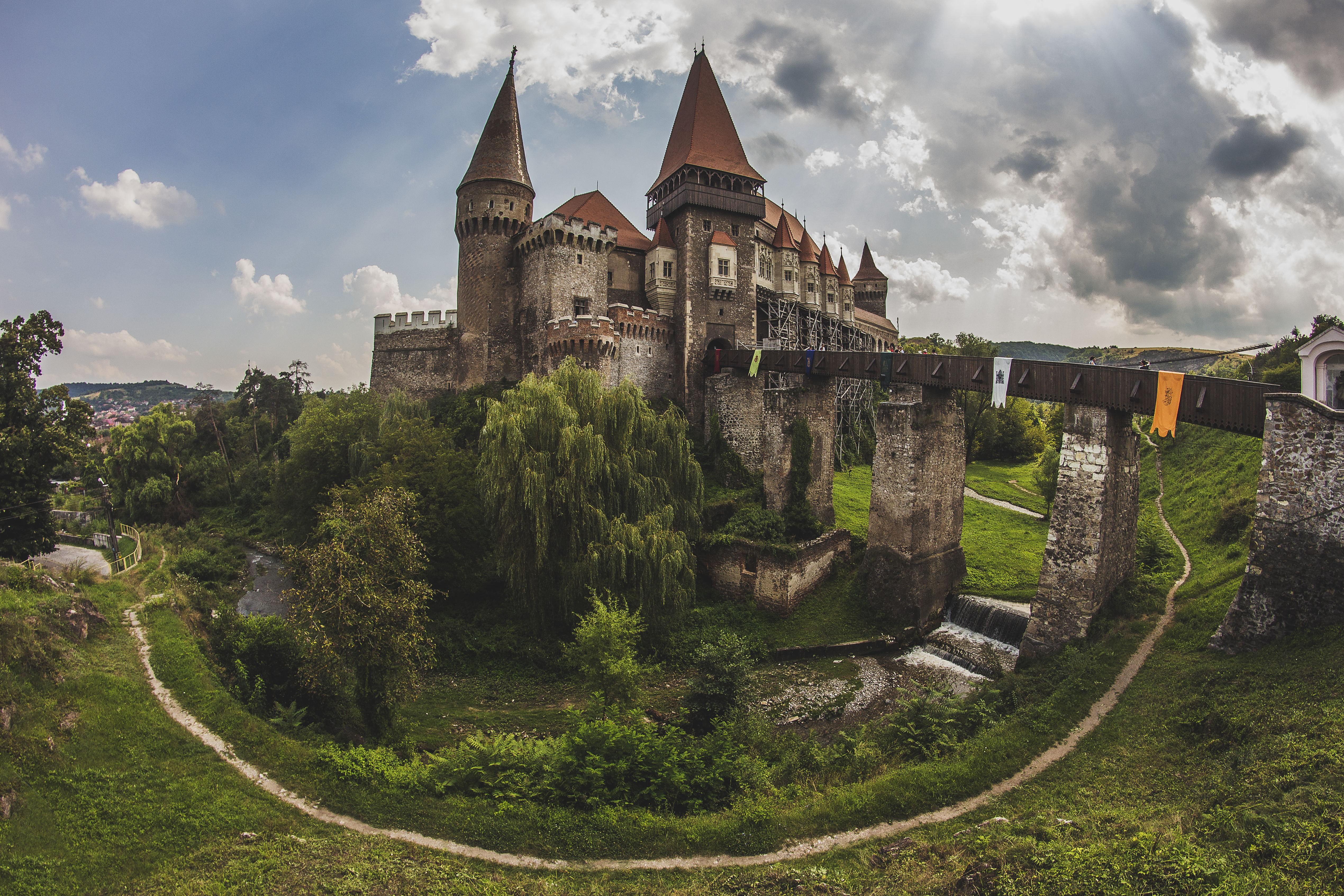
O Castelo Hunyad ou Castelo Corvin, localizado na Transilvânia, é utilizado como Castelo Orlok no filme.

Em Julho de 2015, um remake de Nosferatu foi anunciado com roteiro e direção de Robert Eggers. O filme deveria ser produzido por Jay Van Hoy e Lars Knudsen para o Studio 8. Em Novembro de 2016, Eggers expressou surpresa que o remake de Nosferatu seria seu segundo filme, dizendo: "Parece feio, blasfemo, egomaníaco e nojento para um cineasta em meu lugar fazer Nosferatu a seguir. Eu estava realmente planejando esperar um pouco, mas foi assim que o destino mexeu.", Durante uma entrevista com Den of Geek sobre o lançamento de The Lighthouse (2019), Robert Eggers revelou que, embora tenha dedicado muito tempo para trazer o icônico filme de terror para o século XXI, ele não sabe quando ou se isso acontecerá afinal.
Apesar disso, Eggers disse: "Olha, passei tantos anos e tanto tempo, tanto sangue nisso, sim, seria uma pena se nunca tivesse acontecido." Em Fevereiro de 2022, novamente durante uma entrevista com Den of Geek sobre o lançamento de The Northman (2022), Eggers foi questionado se ele e Anya Taylor-Joy ainda se comunicam sobre o projeto e ele disse: "Nós definitivamente conversamos sobre isso, e eu não sei por que tem sido tão difícil de fazer acontecer." Em Março de 2022, Harry Styles desistiu de um papel não revelado no filme, citando conflitos de agenda.
Em 30 de Setembro de 2022, foi anunciado que Bill Skarsgård foi escalado para interpretar o personagem principal do filme, enquanto Lily-Rose Depp também estava em negociações para co-estrelar. Skarsgård foi originalmente escalado para The Northman (2022), mas desistiu devido a conflitos de agenda, Nicholas Hoult entraria em negociações no mês seguinte, com todos os três confirmados para estrelar em Janeiro de 2023 ao lado da adição de Willem Dafoe, que anteriormente estrelou como Max Schreck em Shadow of the Vampire (2000), que retratou uma versão fictícia da produção de Nosferatu de 1922. Emma Corrin se juntaria ao elenco no mês seguinte. Em Março de 2023, a produção começou em Praga, com Aaron Taylor-Johnson, Simon McBurney e Ralph Ineson adicionados ao elenco.

## Lançamento
Nosferatu teve sua estreia mundial em 2 de dezembro de 2024 no cinema Zoo Palast, em Berlim. Foi lançado em 25 de dezembro de 2024 pela Focus Features nos Estados Unidos e pela Universal Pictures internacionalmente.
Em Portugal e no Brasil, o filme foi lançado em 2 de janeiro de 2025.

## Crítica

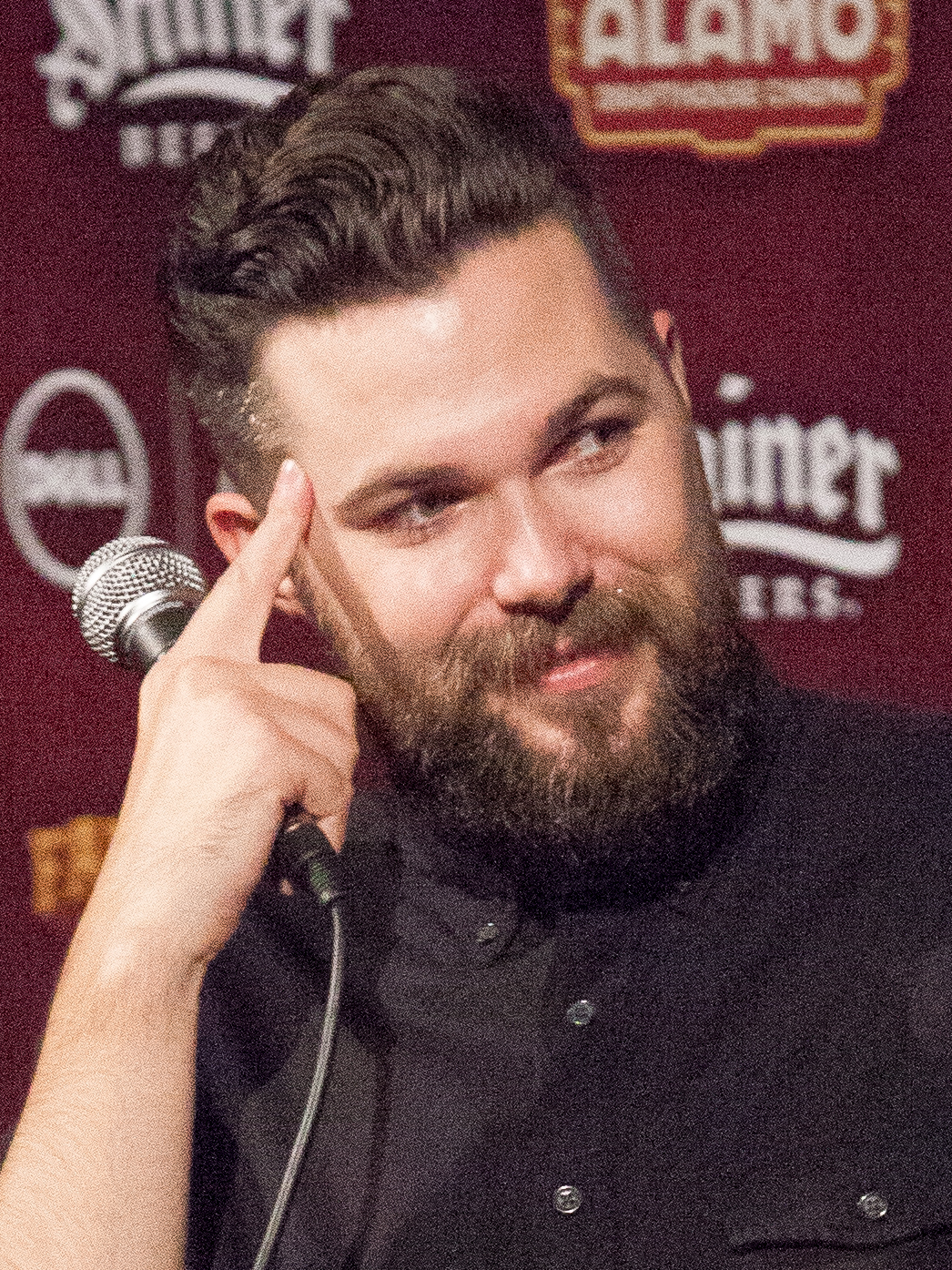
A direção e o roteiro de Robert Eggers receberam aclamação da crítica.

No site agregador de críticas Rotten Tomatoes, 85% das 293 resenhas dos críticos são positivas, com uma classificação média de 8,2/10. O consenso do site diz: "Maravilhosamente orquestrado pelo diretor Robert Eggers, Nosferatu é um gigante de um filme de terror que é igualmente repulsivo e sedutor." O Metacritic, que usa uma média ponderada, atribuiu ao filme uma pontuação de 78 em 100, baseado em 58 críticos, indicando críticas "geralmente favoráveis". O público pesquisado por CinemaScore deu ao filme uma nota média de "B–" em uma escala de A+ a F.

## Prêmios e Indicações
| Prêmio                 | Data da cerimônia       | Categoria                         | Indicado(s)                                       | Resultado | Ref.   |
| ---------------------- | ----------------------- | --------------------------------- | ------------------------------------------------- | --------- | ------ |
| Satellite Awards       | 26 de janeiro de 2025   | Melhor Atriz em Filme de Drama    | Lily-Rose Depp                                    | Indicado  | [ 23 ] |
| Satellite Awards       | 26 de janeiro de 2025   | Melhor Cinematografia             | Jarin Blaschke                                    | Indicado  | [ 23 ] |
| Satellite Awards       | 26 de janeiro de 2025   | Melhor Figurino                   | Linda Muir                                        | Indicado  | [ 23 ] |
| Satellite Awards       | 26 de janeiro de 2025   | Melhor Design de Produção         | Craig Lathrop e Beatrice Brentnerová              | Indicado  | [ 23 ] |
| Satellite Awards       | 26 de janeiro de 2025   | Elenco em Filme                   | Nosferatu                                         | Venceu    | [ 23 ] |
| Critics' Choice Awards | 7 de fevereiro de 2025  | Melhor Fotografia                 | Jarin Blaschke                                    | Venceu    | [ 24 ] |
| Critics' Choice Awards | 7 de fevereiro de 2025  | Melhor Direção de Arte            | Craig Lathrop e Beatrice Brentnerová              | Indicado  | [ 24 ] |
| Critics' Choice Awards | 7 de fevereiro de 2025  | Melhor Figurino                   | Linda Muir                                        | Indicado  | [ 24 ] |
| Critics' Choice Awards | 7 de fevereiro de 2025  | Melhor Cabelo e Maquiagem         | David White, Traci Loader e Suzanne Stokes-Munton | Indicado  | [ 24 ] |
| BAFTA                  | 16 de fevereiro de 2025 | Melhor Cinematografia             | Jarin Blaschke                                    | Indicado  | [ 25 ] |
| BAFTA                  | 16 de fevereiro de 2025 | Melhor Figurino                   | Linda Muir                                        | Indicado  | [ 25 ] |
| BAFTA                  | 16 de fevereiro de 2025 | Melhor Maquiagem e Caracterização | David White, Traci Loader e Suzanne Stokes-Munton | Indicado  | [ 25 ] |
| BAFTA                  | 16 de fevereiro de 2025 | Melhor Trilha Sonora              | Robin Carolan                                     | Indicado  | [ 25 ] |
| BAFTA                  | 16 de fevereiro de 2025 | Melhor Design de Produção         | Craig Lathrop e Beatrice Brentnerová              | Indicado  | [ 25 ] |
| Óscars                 | 2 de março de 2025      | Melhor Fotografia                 | Jarin Blaschke                                    | Indicado  | [ 26 ] |
| Óscars                 | 2 de março de 2025      | Melhor Figurino                   | Linda Muir                                        | Indicado  | [ 26 ] |
| Óscars                 | 2 de março de 2025      | Melhor Design de Produção         | Craig Lathrop e Beatrice Brentnerová              | Indicado  | [ 26 ] |
| Óscars                 | 2 de março de 2025      | Melhor Maquiagem e Penteados      | David White, Traci Loader e Suzanne Stokes-Munton | Indicado  | [ 26 ] |